# Ciuhoi
Ciuhoi – wieś w Rumunii, w okręgu Bihor, w gminie Sâniob. W 2011 roku liczyła 420 mieszkańców.